# Sight & Sound: Os Maiores Filmes de Todos os Tempos 2022
Os "100 Maiores Filmes de Todos os Tempos" é uma lista publicada a cada dez anos pela Sight and Sound, de acordo com pesquisas de opinião realizadas em todo o mundo. Eles publicaram a lista, com base em 1.639 críticos, programadores, curadores, arquivistas e acadêmicos participantes, e a lista dos diretores, com base em 480 diretores e cineastas. A Sight and Sound, publicada pelo British Film Institute, realiza uma pesquisa dos maiores longa-metragem de todos os tempos a cada 10 anos desde 1952.

## Enquete e resultados
Desta vez, o filme Jeanne Dielman, 23, quai du commerce, 1080 Bruxelles (1975) alcança a primeira posição tirando Vertigo (1958) do topo e Citizen Kane (1941) caindo para terceiro. Com a BFI descrevendo Jeanne Dielman como um "filme feminista marcante" e afirmou que a lista de 2022 "sacode o cânone estabelecido". Jeanne Dielman é o primeiro longa-metragem dirigido por uma mulher a liderar a lista e, junto com Beau Travail (1999) um dos dois primeiros com uma mulher na direção a aparecer no top 10.
Além de Jeanne Dielman e Beau Travail, dois outros filmes nunca haviam aparecido no top 10 anteriormente: Faa yeung nin wa (2000); e Mulholland Drive (2001). Nove dos 100 filmes da lista de 2022 foram lançados no século 21, ao contrário de apenas dois na lista de 2012.
Alguns filmes desta lista de 2022 é:
1. Jeanne Dielman, 23, quai du Commerce, 1080 Bruxelles (Chantal Akerman, 1975, Bélgica/França) (215 votos, 13.1%)
2. Vertigo (Alfred Hitchcock, 1958, EUA) (208 votos, 12.7%)
3. Citizen Kane (Orson Welles, 1941, EUA) (163 votes, 9.9%)
4. Tōkyō Monogatari (Yasujiro Ozu, 1953, Japão) (144 votos)
5. Faa yeung nin wa (Wong Kar Wai, 2000, Hong Kong/França) (141 votos)
6. 2001: A Space Odyssey (Stanley Kubrick, 1968, Reino Unido/EUA) (130 votos)
7. Beau Travail (Claire Denis, 1998, França) (106 votos)
8. Mulholland Drive (David Lynch, 2001, EUA) (105 votos)
9. Tchelovek s kinoapparatom (Dziga Vertov, 1929, União Soviética) (100 votos)
10. Singin' in the Rain (Stanley Donen e Gene Kelly, 1952, USA) (99 votos)
11. Sunrise (F. W. Murnau, 1927, EUA)
12. The Godfather (Francis Ford Coppola, 1972, EUA)
13. La Régle du Jeu (Jean Renoir, 1939, França)
14. Cléo from 5 to 7 (Agnès Varda, 1962, França/Itália)
15. The Searches (John Ford, 1956, EUA)
16. Meshes of the Afternoon (Maya Deren, 1943, Estados Unidos)
17. Close-up (Abbas Kiarostami, 1989, Irã)
18. Persona (Ingmar Bergman, 1966, Suécia)
19. Apocalypse Now (Francis Ford Coppola, 1979, EUA)
20. Seven Samurai (Akira Kurosawa, 1954, Japão)
21. The Passion of Joan of Arc (Carl th. Dreyer, 1927, França)
22. Banshun (Yasujiro Ozu, 1949, Japão)
23. Playtime (Jacques Tati, 1967, França)
24. Do the Right Thing (Spike Lee, 1989, Estados Unidos)
25. Au hasard Balthazar (Robert Bresson, 1966, França/Suécia)
26. The Night of the Hunter (Charles Laughton, 1955, EUA)
27. Shoah (Claude Lanzmann, 1995, França)
28. Sedmikrásky (Věra Chytilová, 1966, Tchescolosváquia)
29. Taxi Driver (Martin Scorcese, 1976, Estados Unidos)
30. Portrait de la jeune fille en feu (Céline Sciamma, 2019, França)
31. O Espelho (Andrei Tarkovsky, 1975, Rússia)
32. Psycho (Alfred Hitchcock, 1960, EUA)
33. 81/2 (Frederico Fellini, 1963, Ítalia/França)
34. L'Atalante (Jean Vigo, 1934, França)
35. Pather Panchali (Satyajit Ray, 1955, Índia)
36. City Lights (Charles Chaplin, 1931, EUA)
37. M (Fritz Lang, 1931, Alemanha)
38. Some Like Hot (Billy Wilder, 1959, EUA)
39. À bout de souffle (Jean-Luc Godard, 1960, França)
40. Rear Window (Alfred Hitchcock, 1954, EUA)
41. Ladri di biciclette (Vittorio de Sica, 1948, Itália)
42. Rashômon (Akira Kurosawa, 1950, Japão)
43. Killer of Sheep (Charles Burnett, 1977, EUA)
44. Stalker (Andrei Tarkovsky, 1979, Rússia)

## Diretores
Na votação dos diretores de 2022, 2001: A Space Odyssey ficou em primeiro lugar, substituindo Tōkyō Monogatari. A
Os dez melhores da lista dos diretores são:
1. 2001: A Space Odyssey (Stanley Kubrick, 1968)
2. Citizen Kane (Orson Welles, 1941)
3. The Godfather (Francis Ford Coppola, 1972)
4. Jeanne Dielman, 23, quai du Commerce, 1080 Bruxelles (Chantal Akerman, 1975)
5. Tōkyō Monogatari (Yasujiro Ozu, 1953)
6. Vertigo (Alfred Hitchcock, 1958), 8½ (Federico Fellini, 1963)

8. O Espelho (Andrei Tarkovsky, 1975)
9. Close-up (Abbas Kiarostami, 1989), Faa yeung nin wa (Wong Kar-Wai, 2000) e Persona (Ingmar Bergman, 1966)

## Recepção
A escolha da crítica de Jeanne Dielman, 23, do Quai du Commerce, 1080 Bruxelas, como o melhor filme de todos os tempos atraiu bastante atenção de jornalistas, críticos e cineastas. Peter Bradshaw do The Guardian elogiou a seleção, escrevendo que "já passou da hora de uma mulher ganhar o voto de todos os tempos da Sight and Sound".
Armond White, da revista conservadora National Review, criticou a escolha, descrevendo o filme como "um token marxista-feminista maçante" e alegando que foi escolhido por razões políticas. O cineasta Paul Schrader também atacou a lista, escrevendo que "O aparecimento repentino de Jeanne Dielman no primeiro lugar mina a credibilidade da pesquisa do S&S [...] a lista deste ano não reflete um continuum histórico, mas uma infiltração do politicamente correto. O filme de Akerman é um dos meus favoritos, mas sua classificação inesperada de primeiro lugar não o favorece em nada. Jeanne Dielman será, a partir de agora, lembrada não apenas como um filme importante na história do cinema, mas também como um marco da reavaliação distorcida woke". Dois outros diretores, Quentin Tarantino e Terry Gilliam afirmaram nunca terem visto ou ouviram falar do longa-metragem.
Richard Panek em sua análise ao The Observer, questionou a própria utilidade da lista, observando que "as expressões de opiniões pessoais, mesmo no seu conjunto, são por definição subjetivas".
Victoria Oliver Farner, no seu vídeo-ensaio Sound & Sight & Time para a plataforma de streaming Mubi, afirmou que:

Na ânsia de classificar o bom cinema, foram criadas listas dos maiores filmes de todos os tempos, que talvez digam muito mais sobre a sociedade que as compila do que sobre o cinema em si. Da mesma forma, Sound & Sight & Time   talvez fale mais sobre mim do que sobre Citizen Kane, Vertigo, ou Jeanne Dielman